# Salix ohsidare
Salix ohsidare är en videväxtart som beskrevs av Arika Kimura. Salix ohsidare ingår i släktet viden, och familjen videväxter. Inga underarter finns listade i Catalogue of Life.